# Починок (Свердловская область)
Починок — деревня в Новоуральском городском округе Свердловской области, Россия.

## Географическое положение
Деревня Починок муниципального образования «Новоуральский городской округ» Свердловской области расположена в 22 километрах (по автодороге в 24 километрах) к юго-юго-западу от города Новоуральск, в долине реки Починок (левый приток реки Восточный Шишим, бассейн реки Чусовая), в 2 километрах выше устья. В деревне находится небольшой пруд. Деревня расположена в лесистой малонаселённой местности на восточном склоне Урала возле истока реки Нейвы к северо-западу от Екатеринбурга и к югу от Нижнего Тагила и районного центра города Новоуральска неподалёку от села Тарасково.

## История деревни
Название деревни происходит от разновидности населенного пункта «починок», т. е. вновь возникшего на пустом месте поселения.
В XVII веке в окрестностях деревни открыто месторождение хромистого железняка. В 1810–1830-х годах ведется активный старательский промысел по добыче россыпного золота.
В XVIII-XIX веках жители обретались работами при заводской домне, занимались доставкой на Билимбаевский, Верх-Исетский, Шайтанский и Уткинский заводы руды и выжигом древесного угля для заводских нужд. Летом работали в Верхотурском уезде и в Оренбургской губернии на приисковых работах. Хлебопашеством, за неимением земли, занимались немногие; сеяли в «переменах».
В 1926 году десять починковских семей объединились в сельско-хозяйственную коммуну «Нива», которая просуществовала до 1943 года. В 1931 году в деревне организовали колхоз «Искра». Позже был образован совхоз «Уральский».

## Население
| 2002 | 2010  |
| ---- | ----- |
| 1302 | ↘1067 |

## Инфраструктура
В деревне есть сельский клуб, средняя школа, детский сад, фельдшерский пункт и почта.